# 미란 파블린
미란 파블린(슬로베니아어: Miran Pavlin, 1971년 10월 8일, 유고슬라비아 크란 ~ )은 슬로베니아의 은퇴한 축구 선수이자, 포지션은 중앙 미드필더다. 파블린은 지난 유로 2000 조별리그에서 유고슬라비아를 상대로 득점을 기록했었다.